# 샐리 (라인프렌즈)
샐리는 라인프렌즈에서 제작한 동물 캐릭터이다. 모태는 병아리이며 암컷이다. 애니메이션 라인타운 성우는 에노모토 아츠코(일본판) / 우정신(한국판)이며 출동! 레인저스 성우는 배수빈이다. 

## 개요
라인프렌즈에 등장하는 캐릭터로 귀엽게 보이지만 한 번 화나면 빡치고 무서운 성격으로 돌변한다. 거칠고 다혈질적이지만 가끔은 의젓한 소리를 할 때도 있다. 
무거운 분위기 속에서도 엉뚱하고 괴짜같은 행동으로 날릴 때가 있다.

## 특징
입술과 발 모양때문에 오리라는 일설이 있었으나 최종적으로 병아리였음이 인정되었다. 예전 네이버 블로그 라인 캐릭터 스티커상에서도 코니가 한 손에 닭다리를 들면서 또 한 손으로 샐리의 머리를 잡으며 입맛을 다시고 있고 샐리가 떠는 모습의 스티커가 나오기도 하여서 사실상 병아리임이 인정되었다.